# Alright (EDAMAME BEANSの曲)
『Alright』（オールライト）は、EDAMAME BEANSの2枚目の会場限定シングル。2019年3月24日に会場限定リリースされた。

## 概要
EDAMAME BEANSの会場限定2ndシングル。
今作はEDAMAME BEANS 初、CD1枚ずつにメンバー1人ずつの写真とメンバーカラーが入った全7種のCDとしてリリース。

### Alright
- 今作のタイトル

2019年3月24日にミューザ川崎にて初披露された楽曲。2019年4月19日「Alright（Dance Practice）」、8月27日に「Alright（Official MV）」、10月4日に「Alright MV（Behind the scenes）」、2020年2月7日に「Alright（ENG SUBS MONOCHROME Ver.）」が公開。

### Stop that girl
- 今作のカップリング曲

2019年6月23日にミューザ川崎にて初披露された楽曲。8月16日「Stop that girl（Dance Practice）」が公開。

## ジャケット
ジャケットは白の四角い枠、灰色の背景にメンバーが立ち並び足元にはメンバーカラーの絵の具が散りばめられており、左斜め上には筆記体で「Alright」の文字、右上には「EDAMAME BEANS 2nd single」と書かれている。

## 収録曲
| 全作曲: S.KAY。 |                    |      |            |       |
| #               | タイトル           | 作詞 | 作曲・編曲 | 編曲  |
| 1.              | 「Alright」        |      | S.KAY      | S.KAY |
| 2.              | 「Stop that girl」 |      | S.KAY      | S.KAY |